# Laize-la-Ville
Laize-la-Ville era una comuna francesa situada en el departamento de Calvados, de la región de Normandía, que el 1 de enero de 2017 pasó a ser una comuna delegada de la comuna nueva de Laize-Clinchamps al fusionarse con la comuna de Clinchamps-sur-Orne.

## Demografía
| Gráfica de evolución demográfica de Laize-la-Ville entre 1800 y 2014 |
|                                                                      |

Los datos demográficos contemplados en este gráfico de la comuna de Laize-la-Ville se han cogido de 1800 a 1999 de la página francesa EHESS/Cassini, y los demás datos de la página del INSEE.